# Thomas Albert
Thomas Albert (* 1953 in Bremen) ist ein deutscher Violinist, Dirigent, Intendant und Hochschullehrer.

## Leben und Wirken
Thomas Albert begann im Alter von sechs Jahren Geige zu spielen. Als Hauptfach studierte er Violine bei Josef Bayerlein, Siegfried Borries und Thomas Brandis. Bei Sigiswald Kuijken spezialisierte er sich auf die Barockvioline und spielte bei La Petite Bande mit. Albert gehörte zu den Gründungsmitgliedern des Orchester des 18. Jahrhunderts mit Frans Brüggen und war von 1976 bis 1986 Geiger bei der Musicalischen Compagney. Das Instrument, mit dem er auftritt, wurde um 1680 von Jakob Stainer gebaut.
1978 gründete Albert das Ensemble Fiori musicali, das neben ihm Niklas Trüstedt (Viola da gamba), Stephen Stubbs (Barocklaute) und Gerhard Kastner (Continuo) umfasste, aber später um Holz- und Blechbläser erweitert wurde und die Stärke barocker Hofkapellen erreichte. Konzerte mit diesem Ensemble führten ihn durch die meisten Länder Westeuropas, durch Polen, Russland und Bulgarien sowie die USA. Kennzeichnend für Fiori musicali war die Verwendung der mitteltönigen Stimmung für die Musik des 17. Jahrhunderts. Zusammen mit dem niederländischen Chor Groningse Bachvereniging unter Johan van der Meer leitete Albert als Konzertmeister sein Orchester bei Bachs Johannes-Passion (1979) und Händels Israel in Egypt (1984).
Neben Bachkantaten standen Kantaten norddeutscher Barockmeister auf dem Programm, darunter das Gesamtwerk von Georg Böhm, Nicolaus Bruhns, Franz Tunder und Vincent Lübeck. Durch Albert kam es zur ersten Wiederaufführung von Buxtehudes „Das Jüngste Gericht“. Auch Barockopern wie Händels Almira, Alberts erstes Bühnenwerk (1985), und Keisers „Masaniello furioso“ wurden erstmals in der Neuzeit wieder aufgeführt, weitere Opern zum ersten Mal in Deutschland: Rameaus „La Guirlande“ und Castor et Pollux sowie Händels Theodora. Bis heute liegen seine Schwerpunkte auf norddeutscher, italienischer und französischer Barockmusik.
Im Jahr 1982 gründete Albert das Forum Alte Musik in Bremen, aus dem 1986 die Akademie für Alte Musik Bremen hervorging, die erste deutsche Ausbildungsstätte dieser Art für Historische Aufführungspraxis. 1989 gründete er das „Musikfest Bremen“, dem er bis heute als Intendant vorsteht. Daneben dirigiert Albert auch moderne Kammerorchester wie die Deutsche Kammerphilharmonie Bremen und arbeitet seit 2002 an gemeinsamen Projekten mit der Beethoven-Akademie.
Albert hat seit 1986 an der Hamburger Musikhochschule eine Professur für Barockvioline und barocke Streicherpraxis inne, ebenfalls seit 1986 eine Gastprofessur am Conservatoire Nationale in Straßburg und unterrichtet seit 1989 als Professor an der Akademie für Alte Musik Bremen, die 1994 in die Hochschule für Künste Bremen aufging. Für seine Verdienste um die französische Musikkultur wurde ihm im Jahr 2011 der Orden Chevalier des Arts et des Lettres verliehen.

## Diskografie (Auswahl)
- Matthias Weckmann: Zehn Sonaten für das Hamburger Collegium Musicum. 1979. Thorofon, Capella MTH 216. LP (mit der Musicalischen Compagney)
- Johann Sebastian Bach: Johannes-Passion. 1979. LP (mit Marjanne Kweksilber, Charles Brett, Marius van Altena, Harry Geraerts, Max van Egmond, Harry van der Kamp; Groningse Bachvereniging, Fiori musicali)
- Johann Sebastian Bach: Violinkonzerte. 1981. Deutsche Harmonia Mundi, GD77006. CD (mit La Petite Bande)
- Sonaten und Suiten des 17. Jahrhunderts. 1981, Recreation TGS 301. LP (mit Fiori musicali; Werke von Schwartzkopff, Erlebach und Krieger)
- Italienische Solomusik um 1630. Toccate – Canzone – Sonate. 1982, Recreation TGS 302. LP (mit Fiori musicali; Werke von Castello, Fontana, Merulo, Piccinini, Frescobaldi)
- Sonate concertati. 1982. Teldec, 8.44010 ZS. CD (mit der Musicalischen Compagney)
- Fiori concertati. 1983. Teldec, 8.44011 ZS. CD (mit der Musicalischen Compagney)
- Henry Desmarest: Deux grands motets lorrains. 1983. Erato, STU 71511 REC 350. LP (mit Barbara Schlick, Mieke van der Sluis, Harry Geraerts, Harry van der Kamp; Fiori musicali)
- Georg Friedrich Händel: Israel in Egypt. 1984. LP (mit Mieke van der Sluis, Hedwig van der Meer, John York Skinner, Theo Altmeyer, Peter Kooij, Harry van der Kamp; Fiori musicali; Groningse Bachvereniging, Leitung Johan van der Meer)
- Heinrich Schütz: Psalmen, Concerto, Motetten. 1985. Ambitus, amb 97843. CD (mit der Musicalischen Compagney)
- Vincent Lübeck: Sämtliche Kantaten. 1986. Motette, CD 50181 (David Cordier, Graham Pushee, Harry Geraerts, Harry van der Kamp; New College Choir Oxford, Fiori musicali)
- Heinrich Schütz: Weihnachtshistorie; Meine Seele erhebt den Herren; Die sieben Worte. 1986. Dabringhaus und Grimm, MD+G L 3229. CD (mit der Musicalischen Compagney)
- Heinrich Schütz: Liebe und Klage. 1986. Dabringhaus und Grimm, MD+G L 3230. CD (mit der Musicalischen Compagney)
- J.S. Bach: Solokantaten. 1988. Dabringhaus und Grimm, MD+G L 3297. CD (BWB 56 und 82 mit Harry van der Kamp und Fiori musicali)
- Vom Himmel hoch: Weihnachtliche Kantaten und Motetten Norddeutscher Meister. 1989. Ars Musici, AME30062. CD (mit dem Knabenchor Hannover, Fiori musicali; Harald Vogel, Orgel)
- My mind to me a kingdom is. 1989. hyperíon, CDA66307. CD (mit David Cordier und Tragicomedia)
- Reinhard Keiser: Masaniello furioso. Dramma musicale. 1993. cpo 999110-2. CD (mit David Cordier, Wilfried Jochens, Harry van der Kamp, Hein Meens, Barbara Schlick, Dorothea Röschmann, Michael Schopper, Jelle Dreyer, Winfried Mikus; Fiori musicali)
- Georg Friedrich Händel: Almira. cpo. 1998. CD (mit Ann Monoyios, Patricia Rozario, Linda Gerrard, David Thomas, Douglas Nasrawi, Jamie MacDougall, Olaf Haye, Christian Elsner; Fiori musicali)
- Johann David Heinichen: Dresden Wind Concertos. 1999. cpo, 999637-2 (mit Laurence Dean, Martin Stadler, Hariett Herrle; Fiori musicali)